# شیروان (بروجرد)
شیروان  روستا از توابع استان لرستان شهرستان بروجرد در بخش شیروان است. 
شیروان مرکز بخش شیروان می باشد.

## جمعیت
بر اساس سرشماری سال ۱۳۹۵ مرکز آمار ایران، شیروان بروجرد ۱۰۵۱ نفر جمعیت داشته‌است که از این میان ۵۴۹ نفر مرد و ۵۴۸ نفر زن بوده‌اند. بر اساس همین آمار، این دهستان ۳۲۶ خانوار داشته‌است.